# Cerașu, Prahova
Cerașu este satul de reședință al comunei cu același nume din județul Prahova, Muntenia, România.
Este situat pe Valea Drajnei, în Sud-Vestul Munților Tătaru. Localitatea este atestată documentar din anul 1626.